# Václav Koc
Václav Koc (* 31. prosince 1965) je bývalý český fotbalista.

## Fotbalová kariéra
V československé lize hrál za Škodu Plzeň. Nastoupil v 17 ligových utkáních a dal 1 gól.

## Ligová bilance
| Ročník                                   | Zápasy | Góly | Klub        |
| ---------------------------------------- | ------ | ---- | ----------- |
| česká národní fotbalová liga 1987/88     | 9      | 1    | Škoda Plzeň |
| 1. československá fotbalová liga 1988/89 | 17     | 1    | Škoda Plzeň |
| CELKEM                                   | 26     | 2    |             |